# Hermann Goldschmidt

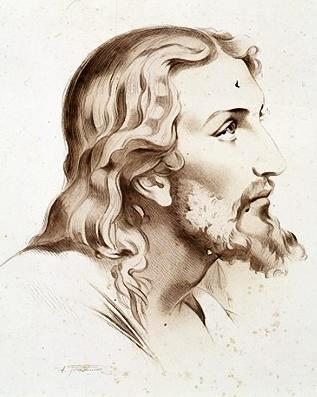
Retrato de Cristo por Goldschmidt.

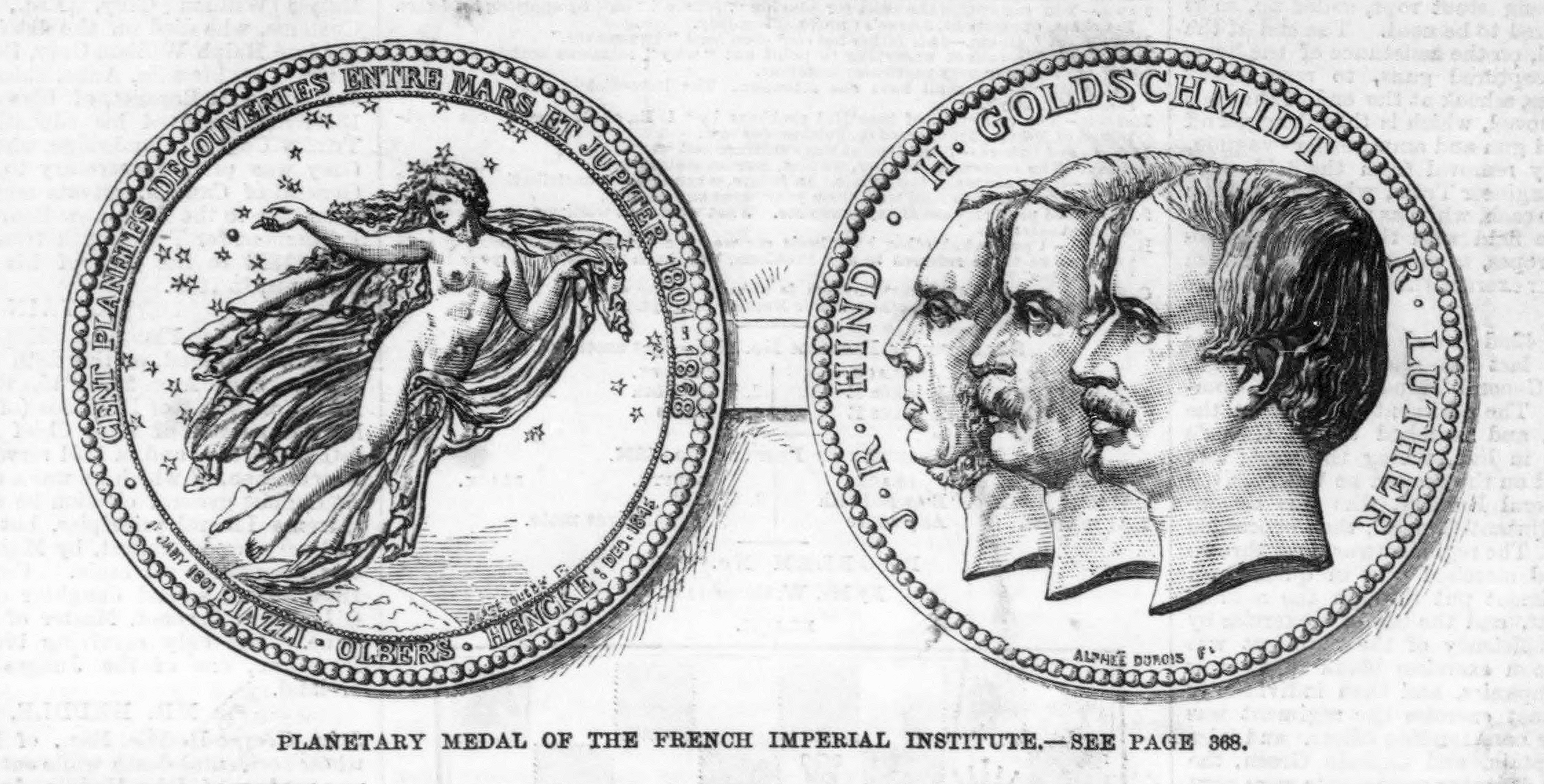
Medalla real para conmemorar el asteroide número 100, que muestra a los astrónomos John Russell Hind, Hermann Goldschmidt, y Robert Luther, 1869

Hermann Mayer Salomon Goldschmidt ( 17 de junio de 1802 – 30 de agosto de 1866 o 10 de septiembre de 1866) fue un astrónomo y pintor alemán que pasó la mayor parte de su vida en Francia.

## Semblanza
Nació en Fráncfort del Meno y era hijo de un mercader judío. Fue a París a estudiar arte, e hizo cierto número de cuadros antes de dirigir su atención a la astronomía.
En abril de 1861 anunció el descubrimiento de la novena luna de Saturno, entre Titán e Hiperión, y a la que bautizó como Quirón. Sin embargo, se había equivocado: la luna no existía.
Fue el primero en observar (en 1820) las bandas de sombra que se producen minutos antes de un eclipse solar total.
Le fue concedida la medalla de oro de la Real Sociedad Astronómica en 1861. 

## Asteroides descubiertos
Goldschmidt descubrió 14 asteroides:
- (21) Lutetia
- (32) Pomona
- (36) Atalanta
- (40) Harmonia
- (41) Dafne
- (44) Nisa
- (45) Eugenia
- (48) Doris
- (49) Pales
- (52) Europa
- (54) Alexandra
- (56) Meletea
- (61) Dánae
- (70) Panopea

## Eponimia
- El cráter lunar Goldschmidt lleva este nombre en su honor.
- Así mismo, se bautizó al asteroide (1614) Goldschmidt en su memoria.